# Петър Колев (политик)
Вижте пояснителната страница за други личности с името Петър Колев.
Петър Колев (на македонска литературна норма: Петар Колев) е политик, публицист и пробългарски активист от Северна Македония. Той е бивш член и председател на сдружението „Македонско–българско приятелство“. Председател на политическата партия Граждански демократичен съюз. Изпълнителен директор на агенция БГНЕС.

## Биография
Петър Колев е роден през 1986 година в село Ново село, община Щип, Социалистическа федеративна република Югославия. Завършва висшето си образование в България, специалност „право“ в Юридическия факултет на Софийския университет „Свети Климент Охридски“ в град София. В периода между 2009 и 2010 година е телевизионен водещ на предаването „Облаче ле бяло“ по телевизия СКАТ. По-късно е координатор за Република Македония на политическа партия ВМРО - Българско национално движение.

### Личен живот и семейство
Петър Колев се самоопределя за етнически българин. Женен е за българка от град Добрич. Цялото му семейство е с българско гражданство. Брат му завършва медицина в България и работи като лекар в град София.

### Обществена дейност
Петър Колев е пробългарски активист. През 2018 година е сред основателите на партия Граждански демократичен съюз в Северна Македония, и избран за неин председател. От 2022 година е част от ръководството на агенция БГНЕС.